# Boy Erased
Pour plus de détails, voir Fiche technique et Distribution.
Boy Erased, ou Garçon effacé au Québec et au Nouveau-Brunswick, est un film dramatique américain écrit et réalisé par Joel Edgerton, sorti en 2018. Il s’agit de l’adaptation des mémoires Boy Erased: A Memoir de Garrard Conley (2016).
Le film est acclamé par la critique, récoltant des notes élogieuses allant de 89 % sur Rotten Tomatoes, jusqu'à 95 % sur PostTrak,,.

## Synopsis
Jared Eamons, dix-neuf ans, vit dans une petite ville avec ses parents dont le père est un pasteur de la convention baptiste du Sud. Lorsqu'il leur annonce son homosexualité, le jeune homme se voit obligé de suivre une thérapie de conversion censée le rendre hétérosexuel. Abandonné et ignoré par ses amis, gardant un contact avec sa mère, il finira par affronter son  « thérapeute »…
Nancy est horrifiée d'avoir permis à son mari d'inscrire Jared dans un programme non approuvé. Marshall reste catégorique sur le fait que Jared reste dans le programme, mais elle passe outre. Peu de temps après, Jared apprend que Cameron s'est suicidé alors qu'il était encore sous la garde du programme.
Quatre ans plus tard, Jared vit à New York avec son petit ami. Il écrit un article qui expose les réalités du programme « Love in Action ». Il rentre chez lui pour convaincre son père de lire l'article et lui dit que c'est lui qui doit changer, pas Jared. Il invite son père à rejoindre sa mère qui passera Noël chez lui.

## Fiche technique
- Titre original : Boy Erased
- Titre québécois : Garçon effacé[1]
- Réalisation et scénario : Joel Edgerton, d'après les mémoires Boy Erased: A Memoir de Garrard Conley
- Musique : Jonny Greenwood
- Direction artistique : Chad Keith
- Décors : Jonathan Guggenheim
- Costumes : Trish Summerville
- Photographie : Eduard Grau
- Montage : Jay Rabinowitz
- Production : Joel Edgerton, Kerry Kohansky Roberts et Steve Golin
- Sociétés de production : Anonymous Content ; Blue-Tongue Films et Perfect World Pictures(coproductions)
- Société de distribution : Focus Features
- Pays de production :  États-Unis
- Langue originale : anglais
- Format : 1,85 : 1 • 35mm
- Genre : drame
- Durée : 115 minutes
- Dates de sortie :
  - États-Unis : 1er septembre 2018 (Festival du film de Telluride) ; 2 novembre 2018 (sortie nationale)
  - Québec : 9 novembre 2018[1]
  - France : 27 mars 2019

## Distribution
- Lucas Hedges (VF : Gabriel Bismuth-Bienaimé ; VQ : Kevin Houle) : Jared Eamons
- Nicole Kidman (VF : Danièle Douet ; VQ : Anne Bédard) : Nancy Eamons, la mère de Jared
- Russell Crowe (VF : Thierry Hancisse ; VQ : Pierre Auger) : Marshall Eamons, le père de Jared
- Joel Edgerton (VF : Laurent Maurel ; VQ : Louis-Philippe Dandenault) : Victor Sykes, le thérapeute en chef
- Flea (VQ : Jean-François Beaupré) : Brandon
- Cherry Jones (VF : Sylvie Genty) : Dr Muldoon
- Xavier Dolan (VF et VQ : lui-même) : Jon
- Troye Sivan (VF : Austin Brat ; VQ : Gabriel Lessard) : Gary
- Britton Sear (VF : Alexis Ballesteros) : Cameron
- Joe Alwyn (VF : Gauthier Battoue ; VQ : Adrien Bletton) : Henry
- Théodore Pellerin (VF : Benjamin Lhommas ; VQ : Maël Davan-Soulas) : Xavier
- Emily Hinkler : Lee
- Jesse LaTourette (VF : Nastassja Girard) : Sarah
- David Joseph Craig (VF : Augustin Bonhomme) : Michael
- Madelyn Cline : Chloe, la pom-pom girl

 Source et légende : version québécoise (VQ) sur Doublage.qc.ca ; version française (VF) sur Symphonia Films

## Accueil
Festival et sorties
Boy Erased est sélectionné et projeté en avant-première le 1er septembre 2018 au festival du film de Telluride en Colorado, et sort le 2 novembre 2018 aux États-Unis. Sous le titre Garçon effacé, le film sort le 9 novembre 2018 au Québec. En France, il sortira le 27 mars 2019.

### Controverse au Brésil
En janvier 2019, Universal Pictures annonce que le film ne serait pas distribué au Brésil, citant des raisons financières. La décision est critiquée par des activistes qui y voit une décision politique après l’élection de Jair Bolsonaro. L'acteur Kevin McHale accuse le nouveau président de censure, ce dernier répondant sur les réseaux sociaux que c'est un mensonge.

## Box-office
Il est un succès pour un film indépendant, en générant plus de 6,8 millions $ de dollars de recettes, uniquement aux États-Unis et récolte plus de 11 millions $ de dollars de recettes mondiales.

## Critiques
Le film reçoit des retours mitigés avec une note moyenne de 2.8 sur AlloCiné.
20 minutes félicite Nicole Kidman qui « rend sensible le déchirement entre ses convictions religieuses et l’amour maternel qui la pousse à soutenir son fils ». Télérama dit : « Une générosité soutient heureusement tant de nobles intentions : elle passe dans le jeu des comédiens, qui donnent de l’intensité à ce drame et veulent, à l’évidence, le rendre utile ».
Sur le site Rotten Tomatoes, le film obtient la note de 81%. Sur Metacritic, il atteint la note de 99 sur 100. Sur le site PostTrak, il lui est attribué la note de 95%.

## Distinctions

### Récompenses
- 8e cérémonie des Australian Academy of Cinema and Television Arts Awards : Meilleure actrice dans un second rôle, meilleur scénario adapté[12].